# Strada Regia di Alemagna

## Il percorso
La Strada Regia di Alemagna collegava, in epoca medioevale, Venezia con Augusta. Valicato il Brennero, la via proseguiva per la Pusteria sino a Dobbiaco, superava Cimabanche e, attraversato il Cadore, scendeva lungo la valle del Piave fino a Ponte nelle Alpi. Da qui raggiungeva Serravalle e Conegliano, per passare il Piave al guado di Lovadina, fino a raggiungere la città di Treviso. Procedeva poi su un terrapieno delimitato da fossati, noto col nome di Terraglio, sino a Mestre.
Lungo il percorso si trovavano alcuni ospedali, che avevano anche la funzione di ospizi per i viandanti, come quelli cittadini di Treviso, quello di Lovadina, quelli urbani di Conegliano, Ceneda, Serravalle e più sopra – nel disabitato canale del Piave – quello di Ospitale di Cadore e infine, a monte di Cortina, quello di Ampezzo.
Numerose fortificazioni ne testimoniano nei secoli anche l'importanza strategica, basti ricordare le città fortificate e cinte di mura di Treviso, Conegliano e Serravalle, i castelli di San Salvatore, Ceneda, la Torre della Casamatta sul lago di Santa Croce, il Castello di Lavazzo e, poco sopra, la Torre della Gardona, il castello di Pieve di Cadore, la Chiusa di Venas e il castello di Botestagno.
Rispetto alla strada che riscendeva la valle dell'Adige fino a Verona, la Strada Regia di Alemagna permetteva di raggiungere Venezia, da Augusta, risparmiando dalle tre alle quattro giornate.

## Storia
Non ci sono prove che la valle del Boite fosse percorsa da una strada militare o consolare, si può però ragionevolmente accettare l'ipotesi che in questa zona esistesse una strada romana, simile a tante altre mulattiere alpine dell'epoca.
Con la costituzione del Sacro Romano Impero, nato con l'incoronazione di Ottone I nel 962 e comprendente il Friuli con il Cadore e la Marca di Verona, la mulattiera divenne importante, perché accorciava fortemente il tragitto tra la Baviera e il Principato patriarcale di Aquileia.
Aumentato il movimento dei pellegrini, il patriarca Poppone fece allargare e riparare la mulattiera, ma si ritiene che la strada fosse divenuta carreggiabile solo ai tempi della terza crociata.
La politica espansionistica dei conti da Camino, feudatari del Cadore per conto del Patriarca e legati da vincoli matrimoniali coi conti tirolesi, fece altresì di questo tracciato la principale via d'immigrazione e di scambio con il Tirolo, durante gli anni del loro dominio, fra il 1135 e il 1335.
La prima menzione scritta, quale Strada Regia, risale al 1428, quando due diplomatici pordenonesi la percorsero di ritorno dall'Arciduca d'Austria, sebbene già nel 1260 fosse nominata come strada Alemagna.
La Strada Regia è anche menzionata da frate Felix Faber di Ulma quando, nel 1484, vi si avventurò nel mese di gennaio, di ritorno dal suo secondo viaggio in Terrasanta.
Certamente fu percorsa dalle truppe patriarchine nell'inverno del 1411 per raggiungere Cimabanche, dove si scontrarono con le truppe di Sigismondo di Lussemburgo.
Nel 1508 fu percorsa dalle truppe di Sixt von Trautson, sconfitte nella Battaglia di Cadore e poi, nel 1511, dalle truppe imperiali di Massimiliano I d'Asburgo.
Nel 1547 la percorse Tiziano Vecellio, invitato alla corte di Carlo V d'Asburgo.
È probabile che l'ulteriore intensificarsi del transito commerciale e di viaggiatori, nei secoli XV e XVI, abbia favorito lo sviluppo economico e demografico di Serravalle e il conseguente stabilirsi di nuove famiglie in città, alcune di queste originarie delle terre tedesche e del Tirolo, nonché un aumento delle industrie e delle manifatture cittadine. Dovettero prosperare anche le strutture di ricettività quali locande, taverne, stalle e quant'altro.

## Il rodolo
Il trasporto delle merci, in Cadore, era soggetto al monopolio del "rodolo". I carrettieri che aspiravano a qualche minuto guadagno, si iscrivevano negli elenchi tenuti dalle Centurie e a turno, secondo tale elenco, erano obbligati a trasportare le merci, pena una ammenda pecuniaria.

## L'Imperiale Regia Strada Postale
Nel 1817, per espresso desiderio dell'imperatore d'Austria Francesco II di unire agevolmente Venezia con la Germania, iniziarono i lavori di progettazione della nuova strada di Alemagna, strada inaugurata dallo stesso Imperatore nel 1832 e dichiarata "Postale dell'Impero", con servizio giornaliero di diligenza, posta e cambio cavalli nelle stazioni di Villabassa, Landro, Cortina, Venas, Pieve di Cadore, Perarolo, Longarone, Santa Croce e Serravalle.
All'ingegner Giuseppe Malvolti, coadiuvato da Luigi Negrelli, si deve in particolare la progettazione della Cavallera, che sostituì l'antico percorso della Strada Regia che da Perarolo risaliva verso Valle passando per il borgo di Damos e attraversando il ponte coperto di Rualan, fino a raggiungere la borgata di Costa. Questo tratto di Strada Regia, secondo il topografo Alessio De Bon, era parte della Via Claudia Augusta.

## La Strada Statale 51 di Alemagna
Dal 1928, con la nascita dell'Azienda autonoma statale della strada e successiva istituzione delle strade statali, prese il nome di Strada Statale 51 di Alemagna.